# 뉴욕의 역사
유럽에서 뉴욕을 처음으로 방문한 에스티방 고메스는 스페인 제국의 함선으로 1524년에 이 지역을 처음 방문하여 뉴욕의 역사가 시작되었다. 그는 스페인의 군주이자 신성 로마 제국의 황제인 카를 5세에 의해 항해했다. 그는 어퍼 뉴욕 만의 레나페족을 만나고, 4월 17일에 내로우스에 정박하며 항해했던 것으로 생각된다.
유럽에서는 네덜란드 동인도 회사의 헨리 허드슨이 1609년 9월 3일에 헤리브 메인 함선에 탑승하여 어퍼 뉴욕 만의 내로우스에 도착했다. 크리스토퍼 콜럼버스같이, 그는 아시아의 서부 통로를 찾고 있었다. 그는 통로를 하나도 찾지 못했으나, 대신 풍부한 개체수의 비버를 찾았다. 비버 가죽은 유럽에서 수요가 높은 패션이 되었다. 뉴욕의 역사에서 비버의 중요성은 도시의 공식 인장에서도 확인할 수 있다. 허드슨의 항해는 신세계에서 네덜란드 식민지를 건설하는 데 도움을 주었고, 현재의 뉴욕이 될 뉴암스테르담을 건설했다.
네덜란드 서인도 회사는 아프리카 노예의 운송 사업을 시작했다. 17세기 후반까지 정착민의 40%가 아프리카 노예였다. 그들은 요새와 방책 건설에 도움을 주었고, 일부는 네덜란드 인으로서의 자유를 얻었다. 1664년에 영국이 뉴욕을 점령할 때까지, 아프리카와 카리브에서 노예 운송을 계속했다. 1703년, 뉴욕 가정의 42%가 노예를 소유했고 그들은 도시 내의 하인과 노동자로 일할 뿐 아니라 숙련된 장인과 거래, 선적 및 기타 분야에서도 참여했다. 그들은 뉴욕 식민지 개발에 중요했다. 혁명 당시에는 찰스턴에 이어 뉴욕은 두 번째, 도시에서 첫 번째로 가장 많은 노예를 가지고 있었고 그 수는 도시 인구의 4분의 1에 달했었다.
미국 독립 전쟁 당시에는 뉴욕 주변 지역은 롱아일랜드 전투를 포함하여 여러 격전을 펼쳤다. 영국의 승리로 영국은 뉴욕을 1776년 9월부터 1783년 말까지 점령했다. 반란군의 대장인 크라운의 제안으로, 1780년 도시의 노예들은 주인을 탈출하여 대부분 만 명의 흑인으로 북적였다. 영국은 1783년 자유화 직전 3천 명의 병력이 탈출했고, 블랙 왕당파들은 노바스코샤 등 다른 식민지로 진출했다. 조지 워싱턴은 1789년 4월 30일 페더럴 홀에서 미국의 초대 대통령으로 취임된 이후 1790년까지 미국의 수도였다. 뉴욕 주의회는 1799년 점진적 해방 프로그램을 통과시켰고, 1827년에는 주의 모든 구역에서 노예 제도를 폐지했다.
19세기 중반부터, 새로운 유럽에서의 이민자들의 물결이 몰아치며 도시의 민족 구성이 달라지고 노동자들이 확대되었다. 현대의 뉴욕은 1898년부터 뉴욕의 자치구에서 통합 개발의 흔적으로 대공황부터 제2차 세계 대전까지 경제와 건설 붐이 일었다. 역사적으로, 뉴욕은 미국으로의 이민의 주요 지역이며, 미국에서 문화, 경제의 가장 큰 영향을 주었으며 미국과 세계에서 중요한 도시 중 하나로 꼽힌다.
| 뉴욕의 년도에 따른 인구                | 뉴욕의 년도에 따른 인구 |
| -------------------------------------- | ----------------------- |
| 1656년                                 | 1,000명                 |
| 1690년                                 | 6,000명                 |
| 1790년                                 | 33,131명                |
| 1800년                                 | 60,515명                |
| 1810년                                 | 96,373명                |
| 1820년                                 | 123,706명               |
| 1830년                                 | 202,589명               |
| 1840년                                 | 312,710명               |
| 1850년                                 | 515,547명               |
| 1860년                                 | 813,669명               |
| 1870년                                 | 942,292명               |
| 1880년                                 | 1,206,299명             |
| 1890년                                 | 1,515,301년             |
| 1900년                                 | 3,437,202명             |
| 1910년                                 | 4,766,883명             |
| 1920년                                 | 5,620,048명             |
| 1930년                                 | 6,930,446명             |
| 1940년                                 | 7,454,995명             |
| 1950년                                 | 7,891,957명             |
| 1960년                                 | 7,781,984명             |
| 1970년                                 | 7,894,862명             |
| 1980년                                 | 7,071,639명             |
| 1990년                                 | 7,322,564명             |
| 2000년                                 | 8,008,278명             |
| 2010년                                 | 8,175,133명             |
| 1898년 통합 전 까지의 "외부민" 인구 수 |                         |
| 1790년                                 | 49,000명                |
| 1800년                                 | 79,200명                |
| 1830년                                 | 242,300명               |
| 1850년                                 | 696,100명               |
| 1880년                                 | 1,912,000명             |

## 초기 역사

### 래네프와 뉴네덜란드: 선사 시대 - 1664년

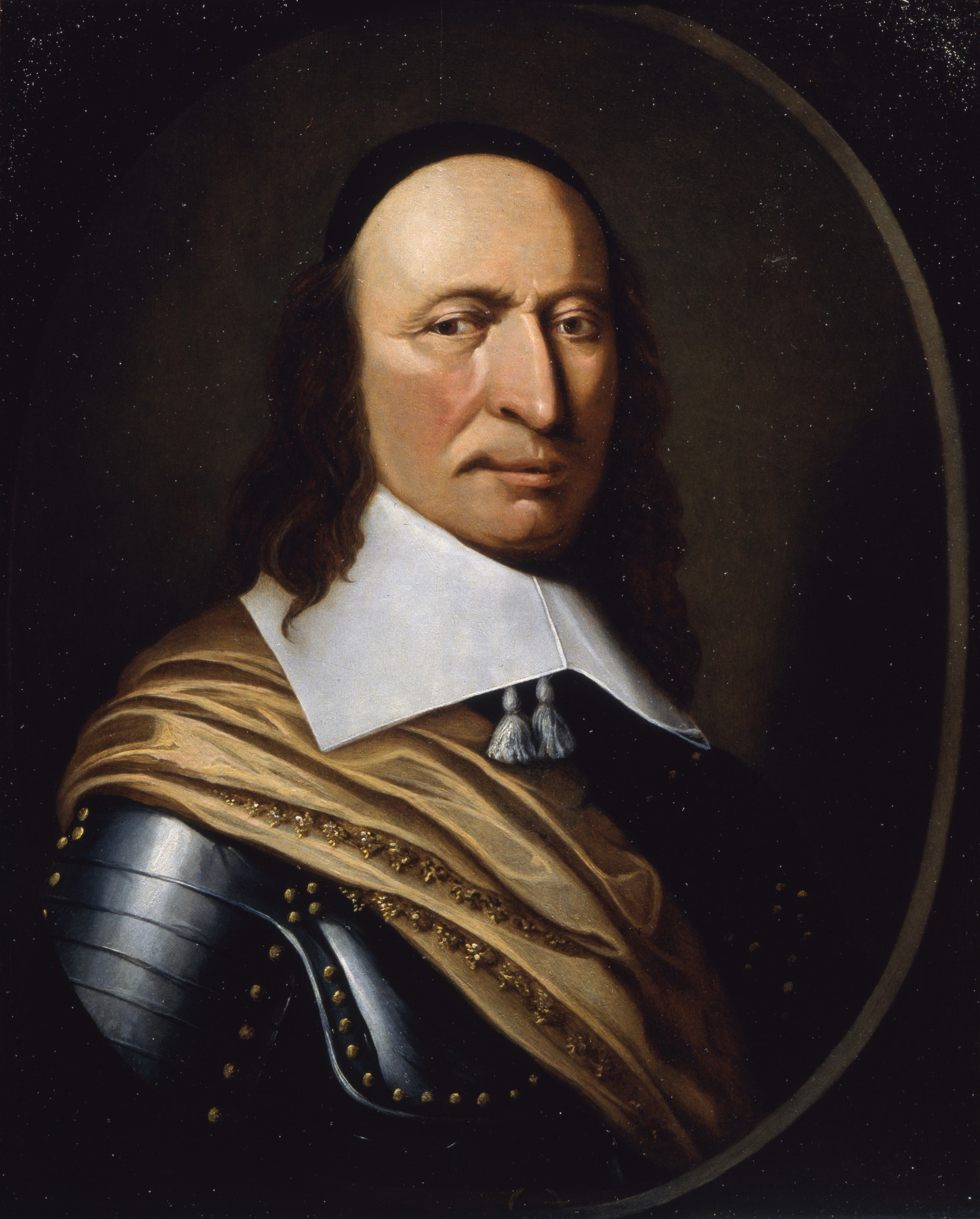
페터 스토이베산트의 초상화.

현대 뉴욕의 기초는 레나페족의 거주지에서 시작되었다. 이러한 문화적으로 비슷한 아메리카 토착민 그룹들은 알곤킨어족의 우나미어족들로 이루어져 있었다. 초기 유럽 정착민들은 우나미어족의 델라웨어어를 참고하여 지명학에 이용했으며, 예를 들어 "라리탄"은 지금의 스테튼아일랜드와 뉴저지이 되었고, "캐나시"는 브루클린으로, "해컨색"은 현재의 저맨해튼부터 허드슨-뉴저지를 뜻했다. 롱아일랜드 동부의 원주민들은 모히칸-피쿼트인과 매우 가까웠고, 이는 지금 뉴잉글랜드에서 모히칸-피쿼트 어로 알려져 있다.,
이 지역인들은 뉴욕의 지리를 이용하여 낚시, 사냥, 무역, 그리고 때때로 전쟁을 했다. 이는 리나피 어에서 파생되어 라리탄 만과 캐나시와 같은 이름을 따게 되었다. 원주민들이 만들어 놓은 도로들은 현대 브로드웨이의 시초가 되었다.
레나페족은 사낭과 그 처리에 대한 고도의 기술을 발명했다. 유럽인이 도착하며 화전농업을 전수받으며 농업 분야의 생산량이 늘어났다. 또한, 만 지역에서 방대한 양의 조개와 생선을 채집했다. 역사적으로, 유럽인 정착 시기에 5천명의 레나페족이 80개 정착지에서 생활했다. 유럽인들은 로어맨해튼에서 모피 무역이 시작되자 네덜란드 공화국이 이 지역을 사며 1624년에서 25년까지 뉴암스테르담에 정착하며 뉴욕이 시작된다.
이후 1626년 곧바로 포트 암스테르담(Fort Amsterdam)이 건설되었다. 나중에, 네덜란드 서인도 회사는 노동자를 구하기 위해 아프리카 노예를 수입하며 영국과 인도의 공격에 대비해 벽을 구축하는 데 도움이 되었다. 초기 총독으로 빌헬름 베르허스트와 페터 미노이트가 있었다. 1638년 윌리엄 키프트가 뉴데덜란드의 총독이 되나, 5년 뒤 아메리카 원주민과 연루되어 키프트 전쟁이 발발한다. 1643년 2월 현재 저지시티 지역의 파보니아 학살로 토착민 80명이 사망한다. 학살 이후, 알곤퀸인이 개입하여 네덜란드가 패배한다. 네덜란드는 키프트의 도움 요청으로 추가 병력을 보내나, 1645년 8월 29일 네덜란드의 압도적인 패배로 아메리카 토착민과 평화 협정을 맺는다.
1647년 5월 27일, 네덜란드 개혁 교회(Dutch Reformed Church)의 신도인 페터 스토이베산트의 도착 후 총독이 되었다. 식민지는 1652년 자치권을 부여받았고 뉴암스테르담은 공식적으로 1653년 2월 2일 통합되었다. 뉴암스테르담의 초대 시장인 아렌트 반 헤트렘(Arent van Hattem)과 마르틴 크레기어(Martin Cregier)는 그 해 임명되었다.

### 영국과 혁명 - 1664년-1783년
1664년, 영국이 뉴암스테르담을 점령하고 제임스 2세(요크 공)의 이름을 따서 뉴욕(New york)으로 이름을 변경했다. 이 당시, 아프리카 노예는 이 도시 인구의 40%를 구성했다. 일부는 현재 워싱턴 스퀘어 공원 지역의 네덜란드 농장주 사람들은 130에어커의 토지를 얻고 자유인이 되기도 하였다. 네덜란드는 1673년 짧은 기간 동안 회복되어 도시 이름을 "뉴 오렌지"이 되나, 1674년 11월 수리남이 영구적으로 뉴암스테르담을 양도하기 전 영국으로 넘어갔다. 2차 영국-네덜란드 전쟁 후, 네덜란드는 북아메리카에서 영국의 뉴암스테르담(뉴욕)의 지배를 인정하는 대신에, 향신료 무역의 중심지로서 가치있는 토지였던 반다 제도의 룬섬의 지배를 하였다. 1700년까지, 레나페족의 인구는 200명까지 감소했다. 일부 지명은 네덜란드 시대의 이름에 유래되어 특히 플러쉬(네덜란드 플리싱언 마을에 유래), 할렘(하를럼에 유래), 브루클린(브뢰컬런에 유래)가 있다. 그러나, 몇몇 건물은 17세기부터 남아 있다. 뉴욕에 현존하는 가장 오래된 건축물은 브루클린에 1652년 지어진 피터 클래슨의 위크오프 하우스(Wyckoff House)이다.
새로운 영국 정복자들은 뉴암스테르담과 뉴네덜란드를 합쳐 뉴욕으로 이름을 바꿨다. 식민지가 성장하고 번영하며 자유도도 높아졌다. 영국에서 명예혁명이 발생하자, 제이콥 레이스레르(Jacob Leisler)가 레이스레르의 반란(Leisler's Rebellion)을 일으켜 체포 전인 1689년까지 1691년까지 효과적으로 도시를 점령했다.
1700년에는 뉴욕의 레나페족 인구는 200명으로 감소했다. 또한, 뉴욕에 시청이 들어와 본격적인 발전을 하기 시작했다. 1702년에는 황열병으로 인해 도시 인구 10%를 잃었다. 뉴욕은 1702년부터 1800년까지 황열병이 유행했다. 1703년, 뉴욕 가구의 42%는 노예로 필라델피아나 보스턴보다 높은 비율이었다.
뉴욕은 대영 제국의 지배하에 무역항으로서 중요성이 높아져 갔다. 1735년 존 피터 젱어의 명예 훼손 재판 이후 북미에서 언론의 자유가 시작되었다. 이것은 미국 독립 선언서의 자유에 대한 표준이 되었다.

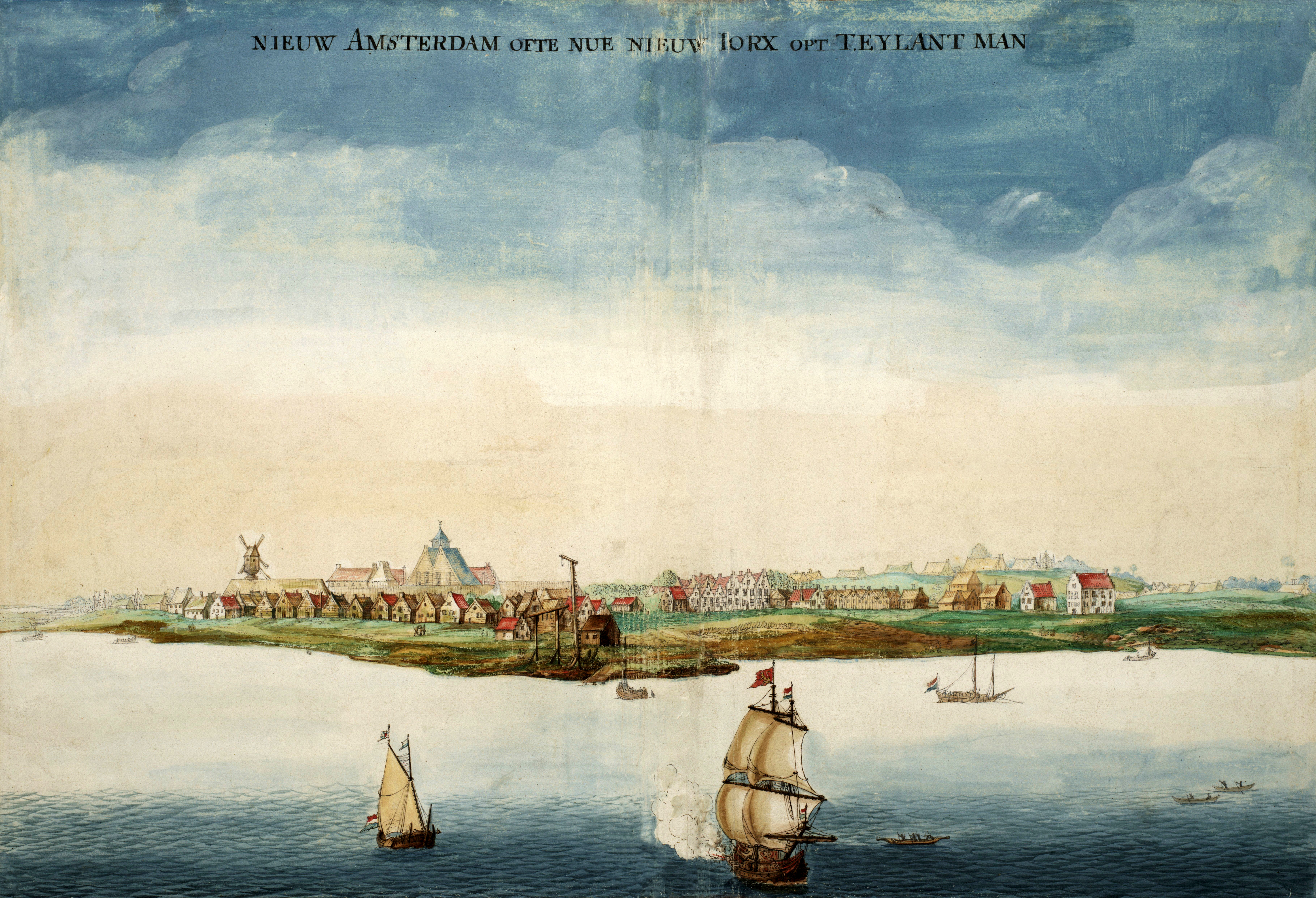
1664년의 뉴암스테르담

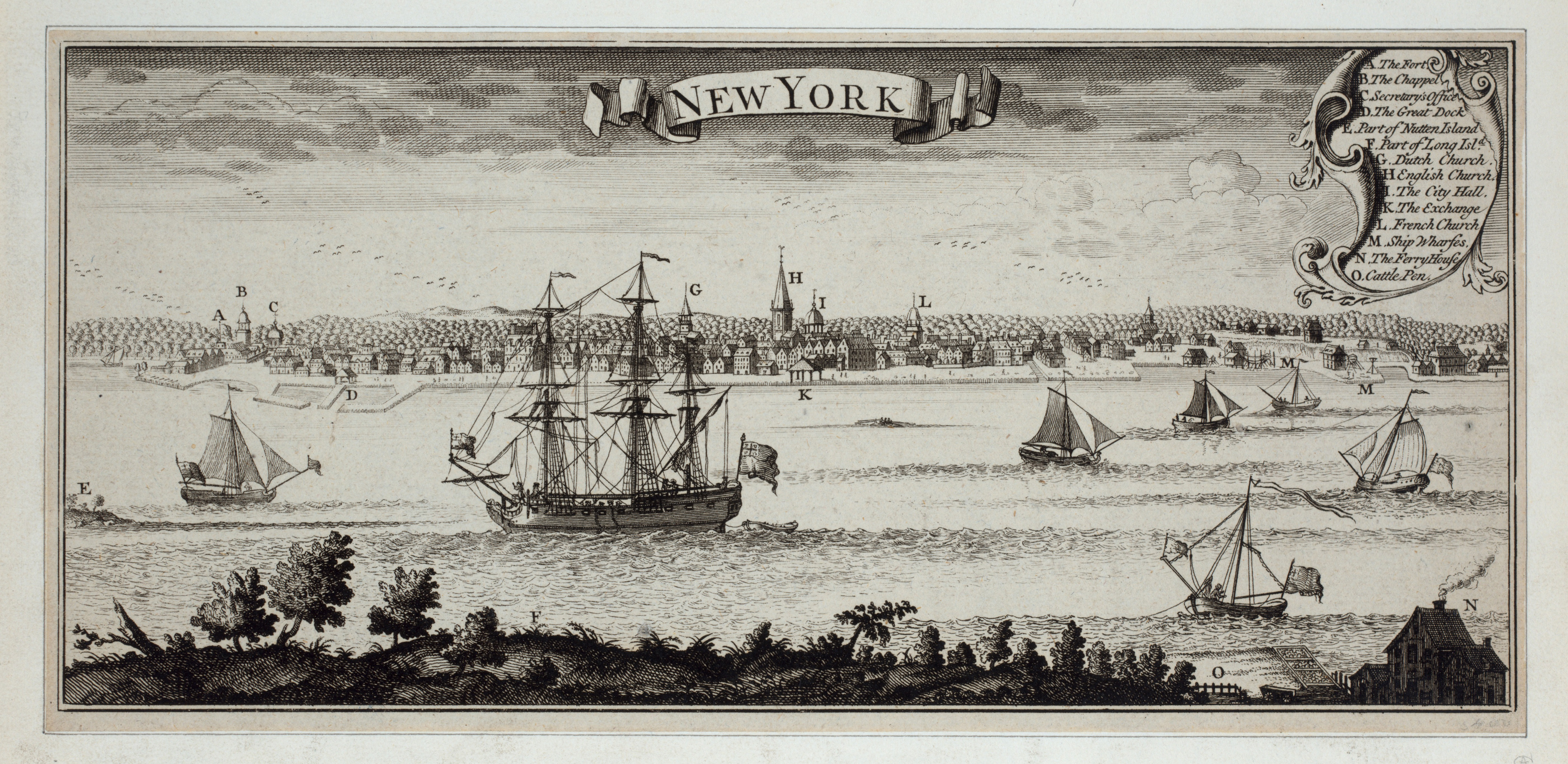
1727년 어퍼 뉴욕 만을 바라본 모습.

1740년대 정착민의 확장과 함께 뉴욕의 노예 인구는 20%까지 낮아졌다. 총 2,500명의 사람들이 있었다.
1741년 일련의 화재 이후, 도시는 흑인들의 음모에 불쌍한 백인들을 구울려고 했다라는 소문이 퍼졌다. 역사학자들은 이것이 경보를 만들게 되고 두려움이 만들어졌다고 했지만, 행정 당국은 31명의 흑인과 4명의 백인만 기소하여 유죄를 선고했다. 이곳에서 13명의 흑인이 화형당했고 4명의 백인과 18명의 흑인이 교수형당했다.
1754년 조지 2세의 칙허장으로 로어 맨해튼에 왕립 대학으로 컬럼비아 대학교가 설립되었다. 미국 독립 이후에 컬럼비아 대학교는 자유의 상징이 되었다.
1766년부터 1776년까지 현지 주둔 영국군과 자유 폴란드인(Liberty Pole)은 대립하며 인지조례 등의 영국 조치에 대해 반발했으며 특히 자유의 아들들은 독립 운동의 전초전을 마련한다. 1765년 뉴욕 시에서 모인 인지조례 회의는 식민지가 처음으로 영국에게 대립각을 세운 때였다. 대륙군의 롱아일랜드 전투에서 대패 이후 조지 워싱턴 장군은 맨해튼섬에서 철수했고 이후 워싱턴 요새 전투에서 영국군이 안전하게 뉴욕을 차지하게 된다. 이 모든 것으로 인해 뉴욕은 왕당파적이었고 뉴욕 전체는 전쟁의 거점지가 된다.
뉴욕 시는 대영 제국이원인으로 의심되는 2번의 대화재를 겪었다. 나머지 전쟁 기간 동안 도시는 북미의 정치 및 군사의 중심지이자 왕당파의 세력권이 되었다. 대륙군 장교인 네이탄 헤일(Nathan Hale)은 맨해튼의 간첩 혐의로 체포되었다. 여기에 더해, 영국은 브루클린의 이스트 강을 통해 윌라보트 만(Wallabout Bay)의 형무소 선박(Prison Ship Martyrs' Monument)에서 전쟁 포로를 싣기 시작했다. 미국인은 전쟁에서 전투로 인한 사망자보다 이 배로 인한 사망자가 더 높았다. 영국은 1783년 11월 25일까지 마지막으로 점령했다. 조지 워싱턴은 영국이 철수한 이후 도시를 점령했다.

### 연방과 미국 초기 - 1784년-1854년
1785년 뉴욕 시에서 연합회의가 열렸고 그 곳에서 연합규약이 체결되었다. 나중에, 뉴욕은 미국의 헌법에 따른 최초의 미국 수도가 되었다. 또한, 윌 가의 페더럴 홀에서 첫 미국 의회 회의가 열렸고 미국 헌법을 채택했다. 미국이 확장하게 된 첫 번째 조례인 북서부 조례가 이곳에서 통과되었고, 미국 연방 대법원이 이곳에 세워져 미국 권리 장전 초안이 비준되었다. 뉴욕은 헌법 제정 회의(Constitutional convention (political meeting)) 이후 1788년 9월 13일 미국 최초의 수도가 되었다. 1789년 4월 30일, 초대 미국의 대통령인 조지 워싱턴이 월 가의 페더럴 홀에서 취임식을 가졌다. 뉴욕은 1790년 필라델피아를 제치고 최대의 도시가 되었다.
뉴욕은 경제의 중심지로 성장하며 이 결과 첫째로 알렉산터 해밀턴 미국의 제무 장관(Secretary of the Treasury)이 뉴욕에서 정책 관련 사무를 보게 되었고 이후 1825년 이리 운하의 개통 이후 미국 내륙의 광대한 농업 시장과 대서양의 항구를 연결하는 매개체가 되었다. 유럽의 전쟁으로 인해 이민수가 둔화된 이후 새로운 격자 계획(street grid) 시스템을 맨해튼 전체에 도입했다.
1850년 아일랜드 대기근 이후 대거 유입한 아일랜드인은 도시 내 아일랜드인 인구의 분기점이 되었다. 시민들의 수요에 대처하기 위해 뉴욕 경찰국과 뉴욕 교육국이 각각 1840년대와 1850년대 설립되었다.

## 근현대 역사

### 태머니파와 통합 - 1855년-1897년

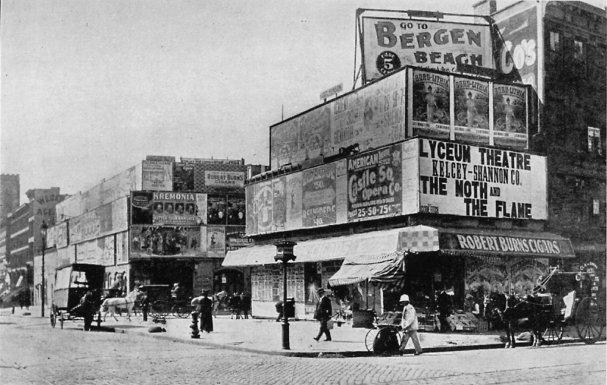
1880년 42번 가의 브로드웨이.

1855년에는 페르디난도 우드 시장이 당선되면서 태머니 홀이 시작되었고, 아일랜드 이민자가 지원하는 미국 민주당의 정치 머신(political machine)은 이 기간 동안 지역 정치를 장악했다. 19세기 동안, 도시는 이민자와 개발에 의해 크게 변형되어 맨해튼 전역이 격자 거리로 변하는 1811년 위원회 계획을 세웠고 1819년에는 이리 운하가 개통되어 대서양의 항구와 미국 중서부, 캐나다 내륙과 연결되게 되었다. 1835년에는 뉴욕이 미국 최대의 도시가 되었다. 1857년 디자인 공모전을 열어 만들어진 센트럴 파크는 미국 최초의 디자인 공모전으로 만들어진 공원이 되었다. 또한, 이 공원은 미국 도시 최초의 풍경 공원(landscape park)이 되었다.
뉴욕에서는 1827년까지 노예 제도가 유지되고 있었지만, 1830년대 뉴욕 북부가 노예제 폐지 운동의 중심지가 되었다. 1840년의 시점에서 뉴욕의 아프리카계 사람 인구는 1만 6000명을 넘었다. 1847년 발생한 아일랜드 대기근으로 인해 아일랜드 이주민들의 대규모 유입이 일어났고, 1860년에는 아일랜드인들이 20만 명을 넘어 뉴욕 인구 네 명 중 한 명은 아일랜드인이였다. 또한 독일에서도 수 많은 이민자들이 왔는데, 1860년 뉴욕 인구 중 아일랜드인들을 제외하고 또 다른 25%를 독일인들이 차지했다.
1861년부터 1865년까지 미국 남북 전쟁 기간 동안 도시와 미국 남부와의 강한 관계, 이민자들의 증가, 징병제에 대한 분노 등으로 인해 1863년 뉴욕 징병거부 폭동이 발생했다. 남북 전쟁 이후에는 유럽에서의 이민자가 가파르게 증가하여 수 백만명의 사람들이 자유를 위해 뉴욕으로 이민을 왔으며 1886년에는 리버티섬에 자유의 여신상이 완공되었다.

### 20세기 초반 - 1898년-1945년

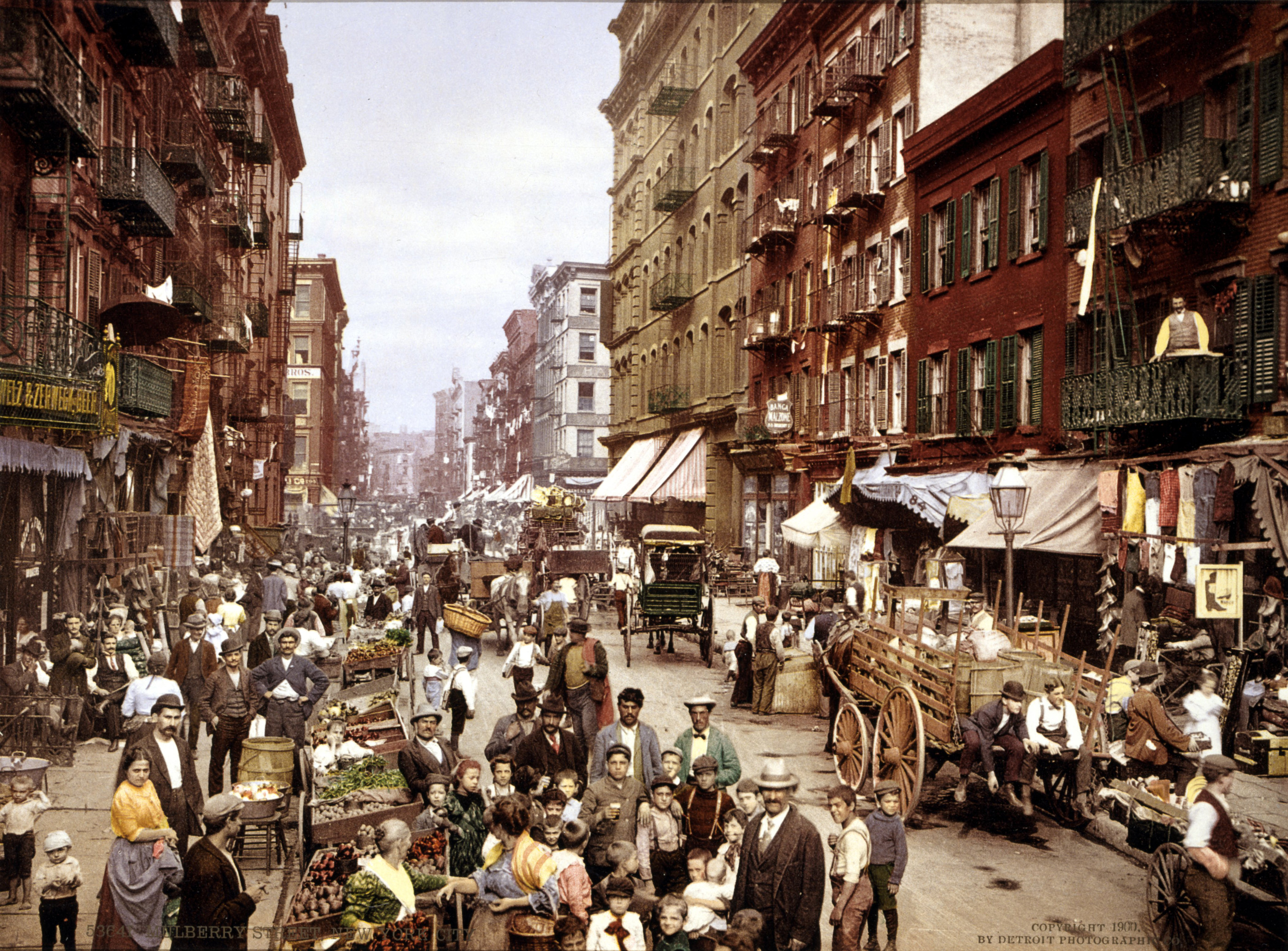
1900년경 로어 이스트 사이드의 멀베리 가.

1898년, 브루클린(당시까지는 별개의 도시였다)와 맨해튼 외곽 지역이 통합함으로써 현대의 뉴욕 대도시권(City of Greater New York)이 형성되었다. 맨해튼과 브롱크스는 여전히 한 카운티에 속했으나, 인접한 카운티의 3개의 다른 자치구와 새로 생긴 2개의 자치구가 통합되어 새로운 '뉴욕 대도시권' 시 정부가 만들어졌다. 브루클린 자치구는 독립적인 도시로 통합되어 당시 막 건설된 브루클린 교가 맨해튼의 일부가 되었으며 킹스 카운티의 동부 일부 지방이 브루클린으로 통합되었다. 퀸스 자치구는 퀸스 카운티 서부에서 통합되었다(퀸스의 나머지 부분은 1899년 나소 카운티에서 통합되었다). 스테튼아일랜드 자치구는 리치몬드 카운티 전부를 포함했다. 자치구 내의 모든 정부(군, 도시, 마을)는 통폐합되었다. 1914년, 뉴욕주 의회는 5개 군들의 경계에 브롱크스 자치구를 만들었다.
1904년 6월 15일, 이스트강 강가의 노스브라더섬(North Brother Island, East River) 근처에서 증기선 제너럴 슬로컴 증기선에 화재가 발생하여 주로 독일 이민자로 구성된 약 천 명의 사람들이 사망했다. 그리고 1911년 3월 25일 그리니치빌리지의 트라이앵글 셔츠웨이스트 공장 화재로 인해 의류노동자 146명이 사망하였으며 도시의 소방 기준이 강화되었으며 건물 설계 및 산업 규정도 강화되었다.
20세기 전반 동안 도시는 세계의 산업, 상업, 통신의 중심지가 되었다. 첫 번째 뉴욕 지하철 회사인 인터보로우 철도(Interborough Rapid Transit Company)가 1904년 운영을 시작하였고 운영을 맡은 그랜드 센트럴 터미널과 펜실베이니아 역이 번창하였다. 뉴욕은 제1차 세계 대전 동안 급격한 변화, 범죄율의 상승, 빈곤율의 저하를 겪어 전쟁 이후 이민 제한법(Immigration Restriction Acts)으로 추가 이민을 제한하였고 대공황 이후 새로운 고용의 필요성이 없어졌다. 노동 조합은 도금시대(Gilded Age baron)의 지배를 끝냈다. 도시의 인구가 안정화되며 노동 조합은 노동자에게 새로운 보호와 풍요로움을 가져다주었고, 도시 정부와 인프라는 피오렐로 라가디아와 로버트 모세(Robert Moses)의 극적인 발전으로 아파트 거리의 황폐하가 중지되었고 새로운 공원이 확장되었으며, 거리가 재창조되고 구역(Zoning in the United States)을 재개편했다.

뉴욕은 20세기 초 마천루의 대명사로 불렸다. 이 사진은 1908년부터 1974년까지 가장 높은 건물을 크기순으로 비교한 것이다.

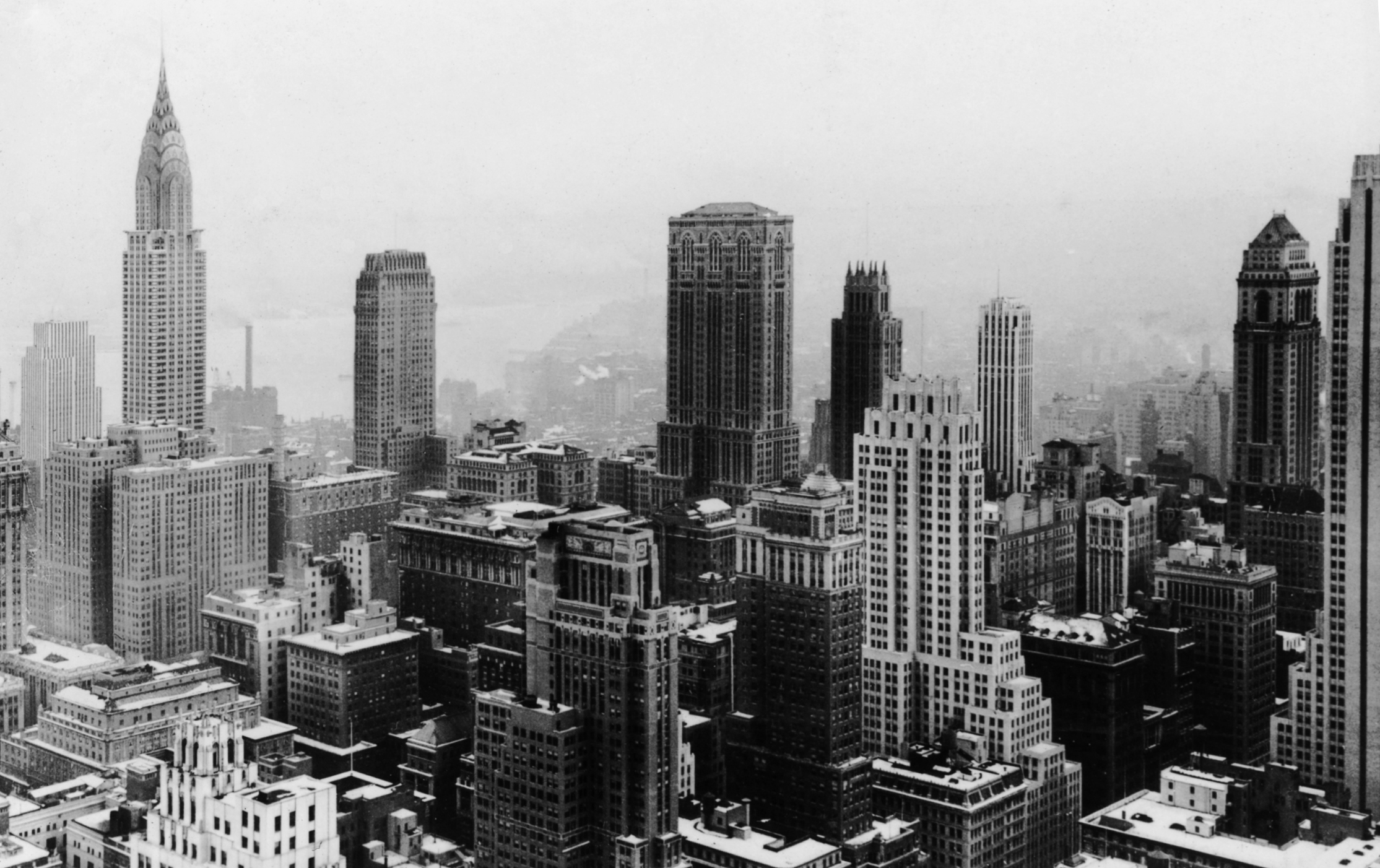
1932년 록펠러 센터에서 본 뉴욕 미드타운 맨해튼의 모습.

1940년, 뉴욕은 미국 남부에서의 대이주(Great Migration (African American))의 시작으로 아프리카계 미국인이 가장 많이 이주한 곳이었다. 1920년대 미국 금주법 시기에는 할렘 르네상스가 번성했으며 경제 호황으로 인해 마천루와 스카이라인의 경쟁이 심화되었다. 동시에 1925년에는 런던을 추월하여 세계에서 가장 인구가 많은 도시가 되었다. 대공황 기간 동안, 뉴욕 시장에 피렐로 라가디아가 당선되면서 80년 동안 뉴욕을 정치적으로 지배해온 태머니파의 정치적 영향력은 완전히 상실하였다.
대공황의 영향에도 불구하고, 1930년대는 세계에서 가장 높은 마천루가 여러 차례 건설되었으며 아르 데코 등 현대 스카이라인에 영향을 준 걸작이 이 때 탄생하였다. 제2차 세계 대전 이전과 이후, 도시의 광대한 지역이 교량의 건설로 개편되었으며 모세에 의한 공원과 산책로가 개편되었고 현대까지 영향을 준 미국의 자동차 중심의 사회가 시작하였다. 1938년에는 정치적 명칭인 워드(Wards of the United States)가 폐지되었다.

### 제2차 세계 대전 이후 - 1946년-1977년

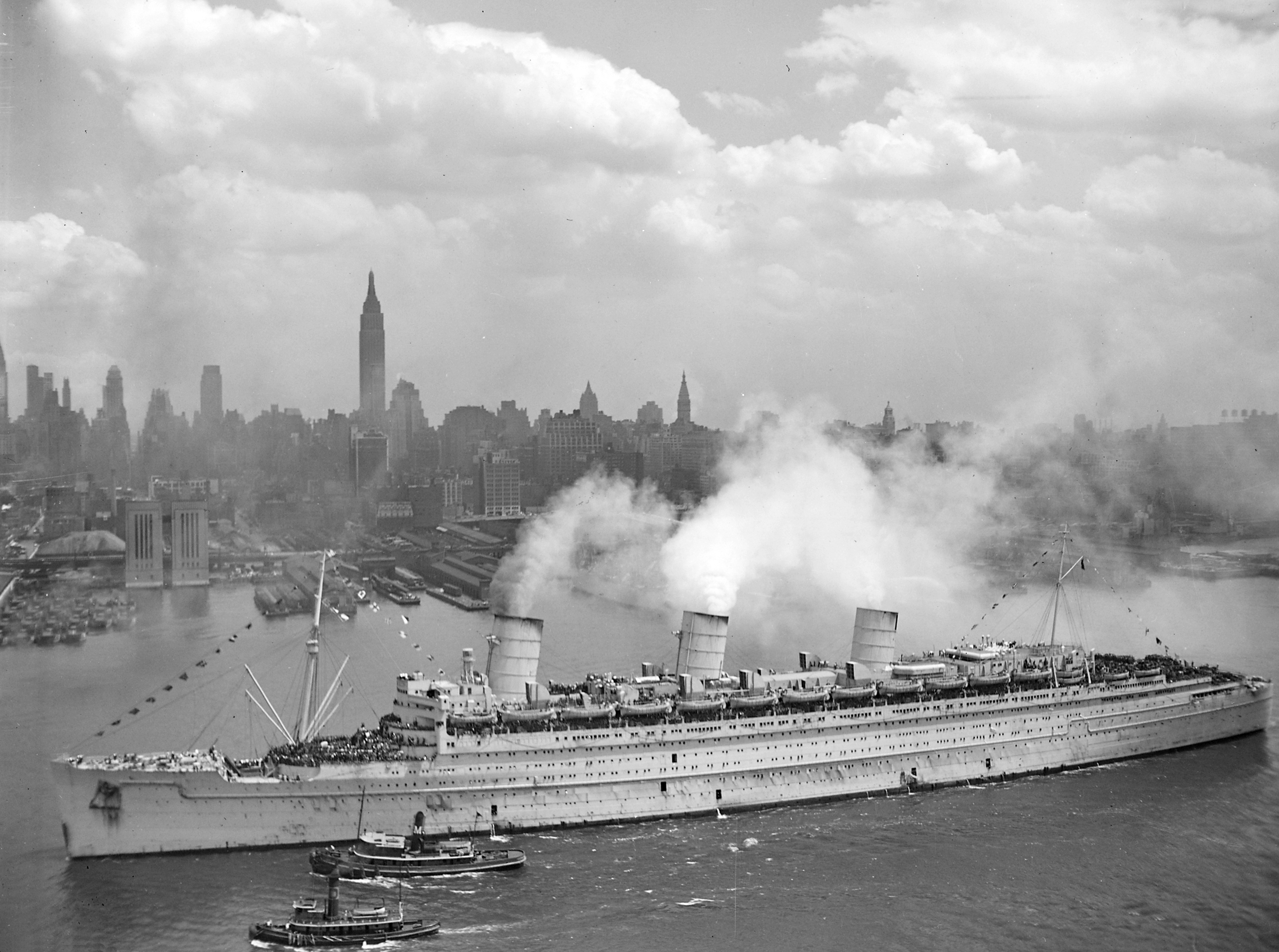
RMS 퀸 메리가 미군 수천명을 싣고 뉴욕 항구에 도착한 모습.

제2차 세계 대전으로 인한 유럽 이민자들의 귀환으로 전후 경제 붐이 시작되었으며 퀸즈 동부의 거대 거주 시설 계획이 시작되었다. 도시는 전후 기간 동안 사진가 토드 웹(Todd Webb) 등에 의해 무거운 삼각대와 카메라를 이용한 광범위한 사진 촬영이 있었다.
뉴욕은 전쟁 중 주요 도시로 등장하면서 윌 가가 미국의 경제를 주도하게 되었으며, 1951년에는 국제 연합 본부가 맨해튼 이스트사이드의 퀸즈 플러싱 메도스 코로나 파크에 자리잡았다. 1960년대 동안 시장 로버트 모세(Robert Moses)의 부동산 개발 관점은 많은 사람들에게 인기를 잃었고 반도시 재개발파인 제인 제이콥스가 인기를 얻기 시작했다. 로어맨해튼을 통과하는 자동차 전용도로 건설 계획 중 시민들이 폭동으로 사망했다.
산업 시설의 이전으로 인한 대형 조선 및 의류 산업이 감소하면서 뉴욕은 급격하게 서비스 경제 체제로 전환되었다. 항구는 전통적인 노동자들의 많은 인건비를 줄이기 위해 컨테이너선으로 교체되었다. 많은 대기업들이 본사를 교외 또는 먼 도시로 이전했다. 그러나, 서비스는 특히 의료, 금융, 교육, 관광, 통신, 법률 분야에서 빠른 성장을 보였다. 뉴욕은 미국에서 가장 큰 도시이자 최대 규모의 도시권으로 남게 되었고, 가장 큰 금융, 상업, 정보, 문화의 중심지가 되었다.
많은 주요 미국 도시와 마찬가지로 뉴욕은 1960년대 인종 갈등과 갱 전쟁으로 인해 인구 감소를 겪었다. 거리 운동가와 블랙 팬더(Black Panthers) 같은 소수민족, 젊은 귀족(Young Lords)들은 임대료 파업과 쓰레기 공세 등의 문제에 가난한 지역에 대한 도시 서비스를 요구했다. 또한, 그들은 무료 건강 진료와 기타 프로그램의 창설을 주장하며 '사람들에게 힘을 주기 위한' 구성 및 확보 가이드를 만들었다. 1970년대 도시는 역사적으로 범죄율이 높은 도시로 악명을 끼쳤다. 1975년, 시 정부는 펠릭스 로흐튼(Felix Rohatyn)이 이끄는 회사 지원, 연방 정부의 대출과 채무 구조조정을 통해 가까스로 파산을 면했다. 또한, 뉴욕주 정부에 의해 강화된 금융 조사에 들어가라는 압박을 받았다. 1977년, 도시는 1977년 뉴욕 정전과 데이비드 버코위츠 연쇄 살인이라는 두 가지 재앙을 받았다.

### 1978년-현재

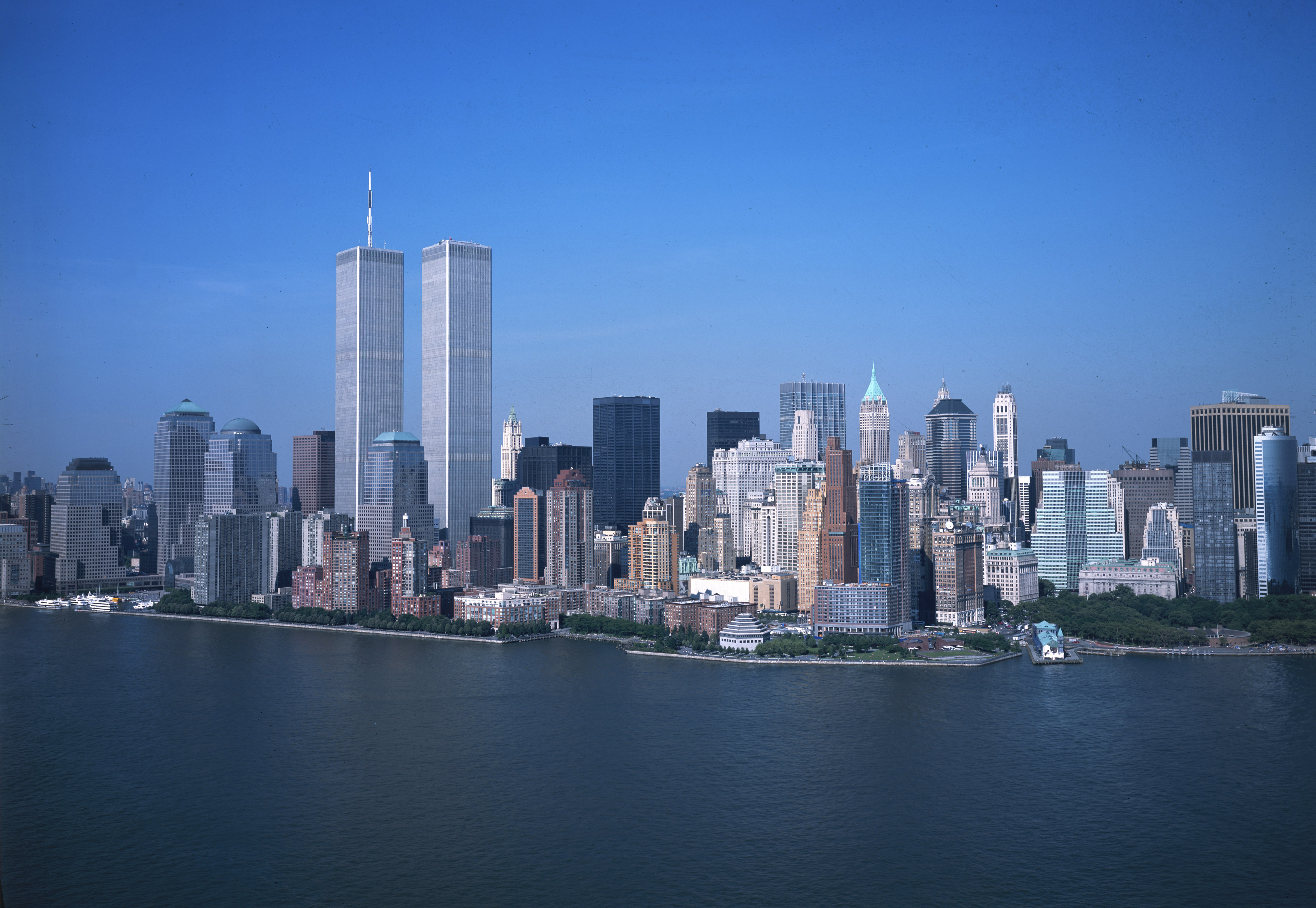
9.11 테러 이전의 로어맨해튼 (2001년 8월).

1980년대의 월 가는 세계 금융 산업의 중심지 역할을 다시 회복했다. 높은 실업율과 범죄율은 1990년대까지 최고 수준을 유지했다. 도시는 이후 아시아계, 라틴아메리카계, 미국 시민으로 나누어진 사회 및 경제로 복구되었으며 뉴욕 경찰국은 새로운 범죄 예방 기법을 도입했다. 1990년대 말 도시는 닷컴 버블 기간 동안 실리콘앨리로 금융 부분에서 호황을 누렸고 이는 부동산의 호황을 이루게 하는 원인이 된다. 뉴욕은 더욱 많은 버려진 산업 지역들이 산업, 예술, 주거지, 정육 단지 등으로 재개되었다. 뉴욕은 2000년 인구 조사 결과 사상 최고의 인구를 달성했다. 2000년도 이후의 인구 조사에 따르면 도시에서 가장 도시화된 맨해튼은 급격한 성장을 계속하고 있다. 이 기간 동안, 뉴욕은 9·11 테러의 현장이 되었다. 세계 무역 센터 공격으로 인해 거의 3000명의 사상자가 발생했고 도시는 충격에 휩싸였지만 도시의 빠른 재성장은 멈추지 않았다.  이 장소에는 원 월드 트레이드 센터, 기념관 등 새로운 건물들이 들어설 예정이며, 2013년에 완공될 예정이다. 2012년 10월 29일 저녁에는 허리케인 샌디의 폭풍 해일로 인해 맨해튼의 수 많은 거리, 터널, 지하철이 침수되었다. 브루클린, 퀸즈, 스테튼아일랜드의 저지대는 침수되었다. 도시와 교외의 대부분에는 전력 공급이 중단되기도 하였다. 현재 뉴욕은 보스턴에서 워싱턴 D.C.에 이르는, 인구 40,000,000명 정도의 세계 메갈로폴리스의 압도적인 중심이 되고 있으며, 그 중심에는 뉴욕이 있다. 현재는 "세계의 수도"로서의 입지를 다지고 있다.

## 같이 보기
자치구의 역사
- 브롱크스의 역사
- 브루클린의 역사
- 퀸스의 역사
- 스태튼아일랜드의 역사
- 맨해튼의 역사

거리 및 도로의 역사
- 5번가의 역사
- 브로드웨이의 역사
- 월 가의 역사

소규모 섬의 역사
- 하트섬의 역사
- 리커스섬의 역사
- 랜달섬의 역사
- 리버티섬
- 거버너스섬의 역사
- 시티섬의 역사
- 루즈벨트섬의 역사
- 엘리스섬의 역사 – 뉴저지 주와 뉴욕주 소유

문집
- 뉴욕 역사 협회
- 뉴욕 박물관
- New York: A Documentary Film
- 뉴욕의 물 공급 시스템
- 뉴욕의 범죄 및 재난 연대기
- 케네스 T. 잭슨 — 역사학자
- 18세기 뉴욕의 신문 목록

## 관련 자료

### 서적
- Archdeacon, Thomas J. New York City, 1664–1710: Conquest and Change (1976)
- Burrows, Edwin G. & Wallace, Mike (1999). 《Gotham: A History of New York City to 1898》. New York: Oxford University Press. ISBN 0195116348.
- Caro, Robert. The Power Broker: Robert Moses and the Fall of New York. (1973) excerpt and text search
- Jackson, Kenneth T., 편집. (1995). 《The Encyclopedia of New York City》. New Haven: Yale University Press. ISBN 0300055366.
- Jackson, Kenneth T. and Roberts, Sam (eds.) The Almanac of New York City (2008)
- Greene, Evarts Boutelle et all, American Population Before the Federal Census of 1790, 1993, ISBN 0-8063-1377-3
- Kessner, Thomas. Fiorello H. LaGuardia and the Making of Modern New York (1989) the most detailed standard scholarly biography
- Kouwenhoven, John Atlee. The Columbia Historical Portrait of New York: An Essay In Graphic History. New York: Harper & Row, 1953. (Reprinted 1972).
- Scheltema, Gajus and Westerhuijs, Heleen (eds.).Exploring Historic Dutch New York. Museum of the City of New York/Dover Publications, New York (2011). ISBN 978-0-486-48637-6
- Siegel, Fred and Siegel, Harry. The Prince of the City: Giuliani, New York and the Genius of American Life (2005), analytical academic study excerpt and text search
- Slayton, Robert A. Empire Statesman: The Rise and Redemption of Al Smith, (2001), 480pp, the standard scholarly biography; excerpt and text search

### 영상
- 8개 파트의 New York: A Documentary Film. 17½시간의 미국 공영 방송망의 릭 본스가 회상한 다큐멘터리. 원작은 1999년에 미국에서 방송되었으며 추가 에피소드가 2001년과 2003년에 방송됨.

### 갤러리

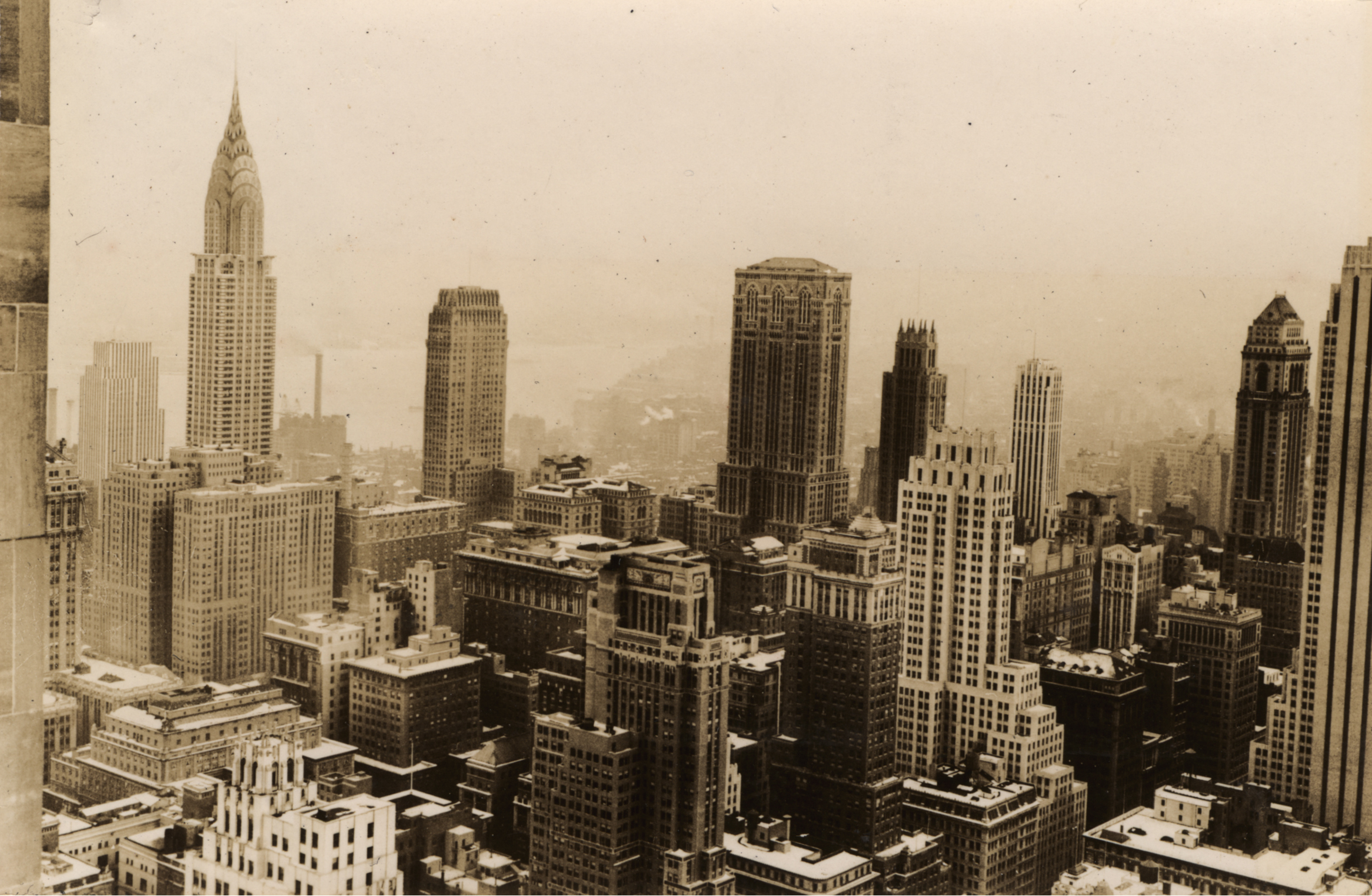
1932년, 뉴욕 미드타운 맨해튼의 록펠러 센터에서 내려다본 모습.
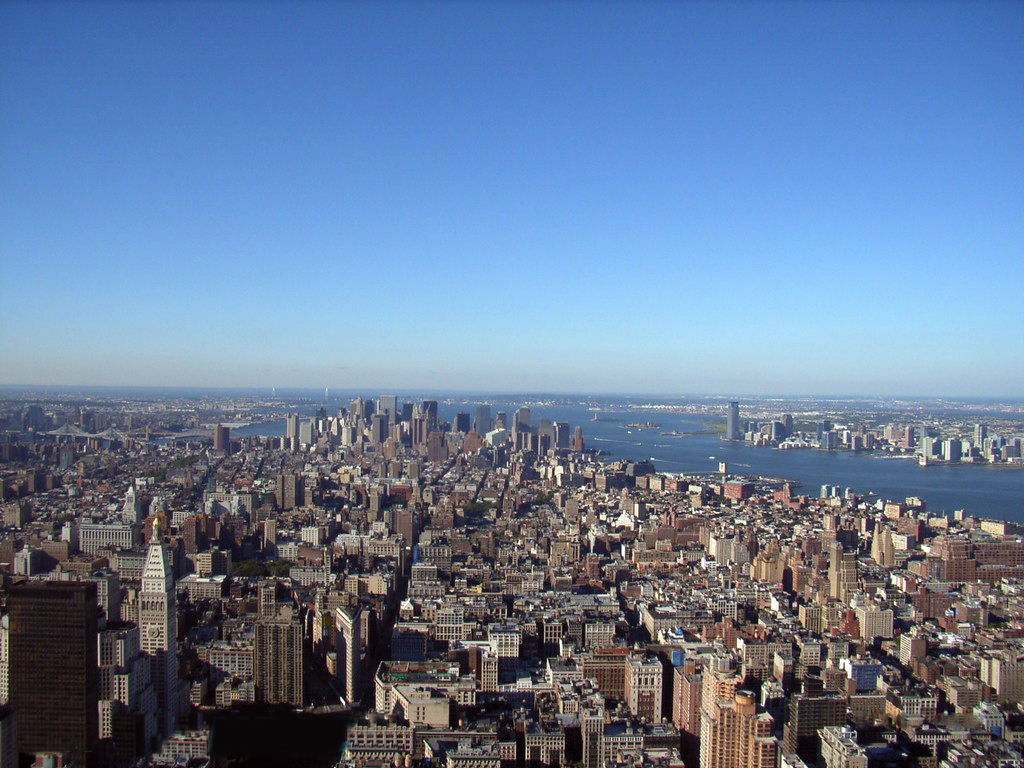
2006년 8월, 엠파이어 스테이트 빌딩에서 내려다본 맨해튼 남부.